# HD 168625
HD 168625 è una stella ipergigante blu situata nella costellazione del Sagittario, situata a sud-est di M17, la Nebulosa Omega. La sua distanza e la sua associazione con la nebulosa non è certa; alcuni pensano sia fisicamente associata all'associazione stellare Serpens OB1, che si trova a circa 7200 anni luce di distanza dalla Terra, mentre altri astronomi credono si trovi più lontana, ad oltre 9000 anni luce dal sistema solare.

## Caratteristiche fisiche

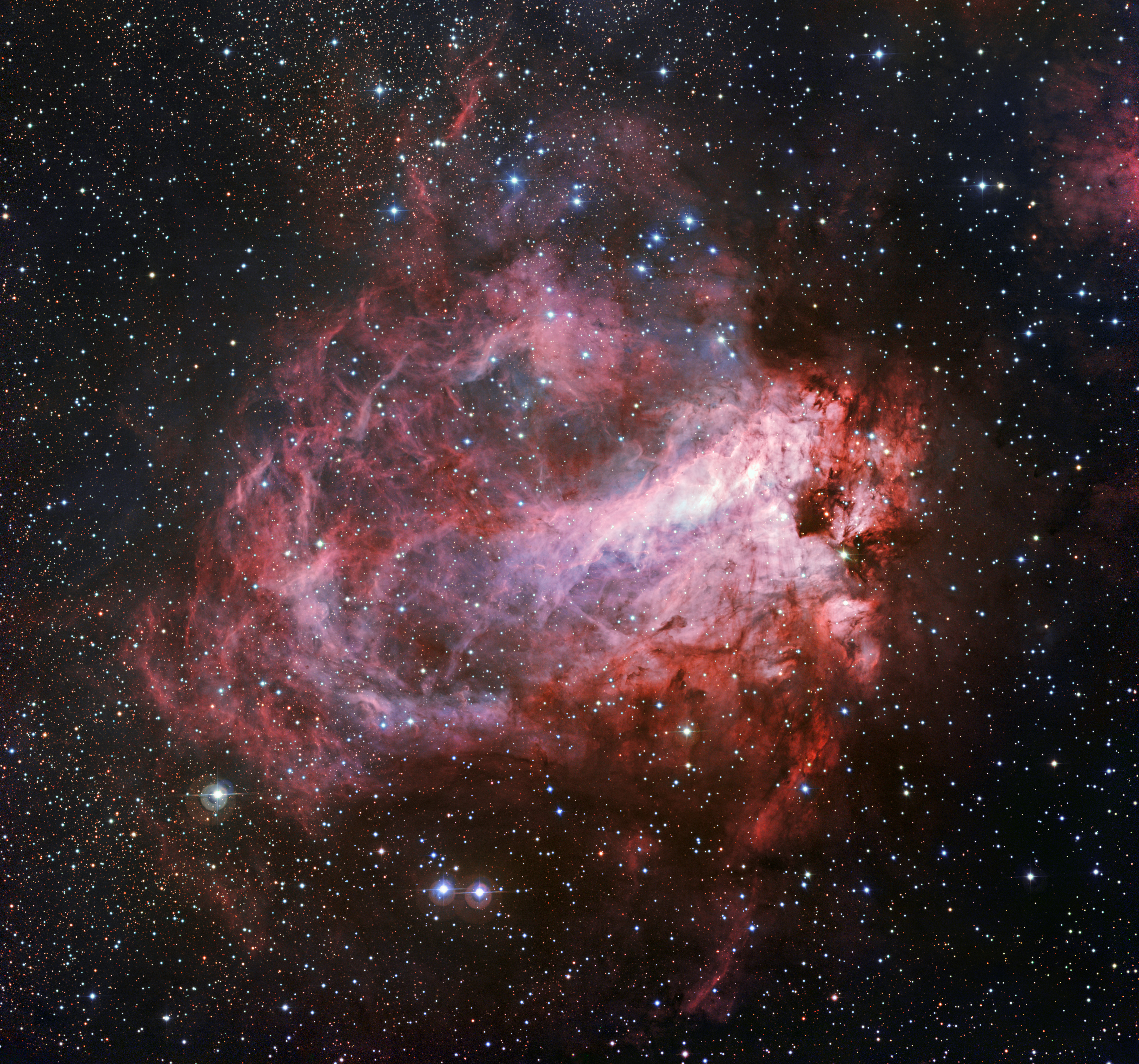
Della coppia di stelle al di sotto della Nebulosa Omega, HD 168625 è quella di sinistra; l'altra è l'ipergigante HD 168607.

HD 168625 è una stella ipergigante di tipo spettrale B6Ia, ed è una variabile S Doradus, che, se si assume come distanza 7200 anni luce, è 220.000 volte più luminosa del Sole, e con una temperatura superficiale di 12000 K. La sua massa è stimata in 12,5 volte quella del Sole, e l'età è di appena 16 milioni di anni. La perdita di massa tramite il forte vento stellare che emana è enorme, ed è circa di 1,46×10−6 masse solari all'anno. Studi effettuati usando il telescopio spaziale Hubble e il VLT mostrano che la stella è circondata da due nebulose; la più vicina ha una complessa struttura di archi e filamenti, mentre la più lontana, osservata con il telescopio spaziale Spitzer, ha una struttura bipolare simile a quella che circonda Sanduleak -69° 202a, la progenitrice della supernova SN 1987a, nella Grande Nube di Magellano. Questo suggerisce che anche Sanduleak -69° 202a fosse una S Doradus, e che HD 168625 si appresti anch'essa, in un futuro relativamente vicino, ad esplodere come supernova di tipo II.